# Shirley Dery-Batlik
Shirley Dery-Batlik (White Plains, 17 de noviembre de 1961) es una deportista estadounidense que compitió en piragüismo en la modalidad de aguas tranquilas. Ganó dos medallas de oro en los Juegos Panamericanos de 1987.

## Palmarés internacional
| Juegos Panamericanos | Juegos Panamericanos          | Juegos Panamericanos | Juegos Panamericanos |
| Año                  | Lugar                         | Medalla              | Competición          |
| -------------------- | ----------------------------- | -------------------- | -------------------- |
| 1987                 | Indianápolis (Estados Unidos) | Medalla de oro       | K2 500 m             |
| 1987                 | Indianápolis (Estados Unidos) | Medalla de oro       | K4 500 m             |